# Ain't Got Far to Go
Ain't Got Far to Go is een nummer van de Britse zangeres Jess Glynne uit 2016. Het is de zesde en laatste single van haar debuutalbum I Cry When I Laugh. De videoclip van het nummer werd opgenomen in de Cubaanse hoofdstad Havana.
Het nummer was wereldwijd niet zo succesvol. In het Verenigd Koninkrijk haalde het een bescheiden 45e notering. In Nederland haalde het de 7e positie in de Tipparade, en in Vlaanderen de 36e positie in de Tipparade.